# Jake Lanum
Ralph Lewis "Jake" Lanum (* 13. September 1896 in Champaign, Illinois, USA; † 19. März 1968 in Homewood, Illinois) war ein US-amerikanischer American-Football-Spieler. Er spielte in der National Football League (NFL) bei den Chicago Bears.

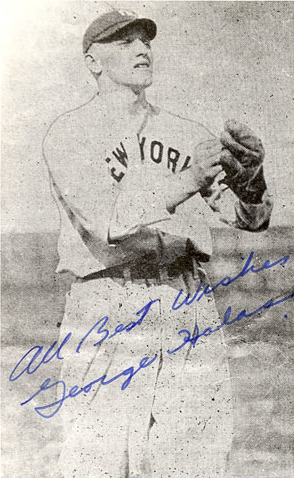
George Halas, 1919

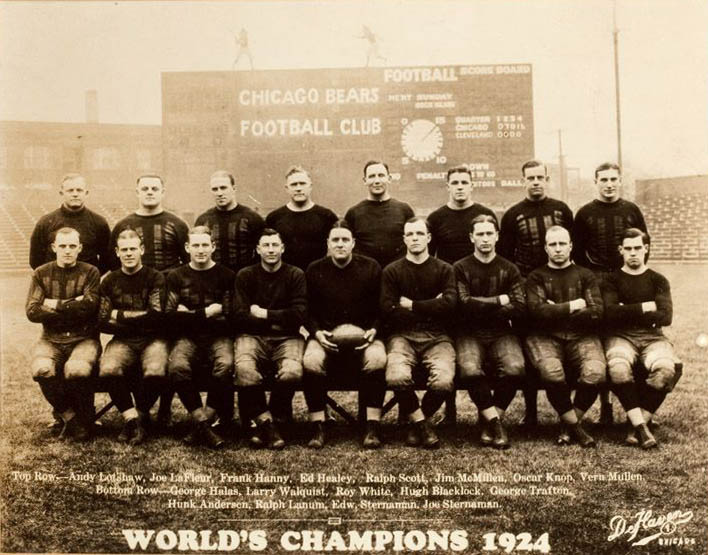
Chicago Bears, 1924

## Karriere
Jake Lanum studierte an der Millikin University und an der University of Illinois. Im Jahr 1918 wurde er von der University of Illinois für seine sportlichen Leistungen ausgezeichnet. 1920 unterschrieb Lanum einen Profivertrag bei den Decatur Staleys, die der neu gegründeten APFL, dem Vorgänger der NFL angehörten und 1921 in Chicago Staleys und später in Chicago Bears umbenannt wurden. Head Coach der Mannschaft aus Chicago war George Halas, der auch als Spieler für das Team tätig war. Wie für die damalige Zeit üblich wurde Lanum sowohl in der Defense, als auch in der Offense eingesetzt, bekam aber überwiegend Einsatzzeit als Fullback. 1920 konnten die Staleys die Meisterschaft als Tabellenzweiter beenden, im folgenden Jahr  gewann Lanum mit seinem Team die NFL Meisterschaft. Nach der Saison 1924 beendete Jake Lanum seine Karriere. Er arbeitete danach in der Ölindustrie und wurde auf dem Assumption Catholic Cemetery and Mausoleum in Glenwood, Illinois, beerdigt.